# The Long Goodbye (Candlebox)
The Long Goodbye è l'ottavo album in studio del gruppo musicale statunitense Candlebox, pubblicato nel 2023.

## Tracce
- Edizione CD/Digitale/Streaming

1. Punks – 3:16
2. What Do You Need – 3:30
3. Elegante – 3:29
4. I Should Be Happy – 2:50
5. Nails On a Chalkboard – 3:58
6. Ugly – 3:50
7. Maze – 3:44
8. Cellphone Jesus – 3:30
9. Foxy – 3:02
10. Hourglass – 4:08

- Tracce Bonus

1. We're Running with the Stars Tonight – 3:59
2. Let's See What Washes Up – 5:07

## Formazione
- BJ Kerwin – batteria
- Adam Kury – basso
- Kevin Martin – voce
- Brian Quinn – chitarra
- Island Styles – chitarra
- Nick Brown – voce (traccia 2)